# Freziera spathulifolia
Freziera spathulifolia es una especie de fanerógama en la familia Theaceae. 
Es endémica de Perú, en Huánuco. 

## Fuente
- World Conservation Monitoring Centre 1998. Freziera spathulifolia. 2006 IUCN Lista Roja de Especies Amenazadas; 21 de agosto de 2007

- Datos: Q2893722